# ایگور جومان
ایگور جومان (انگلیسی: Igor Djoman؛ زادهٔ ۱ مهٔ ۱۹۸۶) بازیکن فوتبال اهل فرانسه است که در پست هافبک بازی می‌کند.
از باشگاه‌هایی که در آن بازی کرده‌است می‌توان به باشگاه فوتبال گنگام اشاره کرد.